# Venetian Las Vegas
Venetian Las Vegas là một khu nghỉ dưỡng sang trọng với khách sạn và sòng bạc, nằm trên Las Vegas Strip tại Paradise, Nevada, Hoa Kỳ. Khu nghỉ dưỡng này thuộc sở hữu của Vici Properties và do Apollo Global Management điều hành. Dự án này được doanh nhân Sheldon Adelson phát triển thông qua công ty Las Vegas Sands. Venetian được xây dựng trên vị trí trước đây của khách sạn và sòng bạc Sands, đã đóng cửa và bị phá hủy vào năm 1996.
Xây dựng Venetian bắt đầu vào tháng 4 năm 1997 và khu nghỉ dưỡng mở cửa vào ngày 4 tháng 5 năm 1999. Một số tiện nghi vẫn chưa hoàn thành, và công việc xây dựng tiếp tục cho đến cuối năm. Các nhà thầu phụ sau đó đã nộp đơn mechanic's liens đối với dự án do công việc chưa được thanh toán, dẫn đến các vụ kiện kéo dài. Venetian cũng có xích mích với Culinary Workers Union về quyết định của Adelson mở cửa khu nghỉ dưỡng như một nơi không thuộc công đoàn.
Khu nghỉ dưỡng Venetian được thiết kế bởi Stubbins Associates và Wimberly Allison Tong & Goo, lấy cảm hứng từ Venice với các bản sao của nhiều công trình nổi tiếng và kênh với gondola. Với sòng bạc rộng 120,000 feet vuông, Venetian mở cửa với 3,036 căn hộ trong tòa tháp 35 tầng. Một tòa tháp 12 tầng mang tên Venezia hoàn thành vào năm 2003, đưa số lượng căn hộ lên 4,049. The Palazzo, khách sạn và sòng bạc liên quan, mở cửa ở phía bắc Venetian vào năm 2007.
Venetian được xây dựng để phục vụ đặc biệt cho người tham dự hội nghị, với không gian họp riêng cùng với Venetian Expo. Tài sản cũng bao gồm Grand Canal Shoppes và từ năm 2001 đến 2008, Guggenheim Hermitage Museum. Venetian có nhiều sân khấu biểu diễn, đã tổ chức các chương trình giải trí như Blue Man Group (2005–2012), Phantom: The Las Vegas Spectacular (2006–2012), và Human Nature (2013–2020). Một khu vực và sân vận động hình cầu, Sphere at The Venetian Resort, dự kiến sẽ mở cửa vào tháng 9 năm 2023.
Vào cuối năm 2020, Las Vegas Sands tập trung vào tài sản ở Macau, bao gồm cả The Venetian Macao. Tháng 2 năm 2022, Apollo Global Management mua lại hoạt động của Venetian, Palazzo, và Venetian Expo với giá 2.25 tỷ đô la, còn Vici Properties mua lại mảnh đất dưới cơ sở với giá 4 tỷ đô la.

## Lịch sử

### Lý thuyết và xây dựng
Venetian được xây dựng trên diện tích từng thuộc về Sands Hotel and Casino, khách sạn và sòng bạc khai trương vào năm 1952. Las Vegas Sands, công ty do doanh nhân Sheldon Adelson thành lập, mua lại Sands resort vào năm 1989. Adelson lập kế hoạch thay thế khu nghỉ dưỡng cũ, không còn cạnh tranh với những tài sản mới hơn. Sands đóng cửa vào tháng 6 năm 1996 và bị phá hủy năm tháng sau để xây Venetian.
Xây dựng bắt đầu ngày 14 tháng 4 năm 1997 với lễ khởi công nhẹ nhàng. Lehrer McGovern Bovis đảm nhận vai trò nhà thầu chính. Công việc bắt đầu mà không cần có giấy phép cuối cùng, chiến lược đã được sử dụng bởi một số khu nghỉ dưỡng khác trên Las Vegas Strip. Nền móng của Venetian được đổ hai tháng sau lễ khởi công, sau đó là xây dựng ba tầng. Việc tiếp tục không thể tiến hành cho đến khi một nghiên cứu về giao thông được phê duyệt. Một hệ thống extranet được sử dụng trong quá trình xây dựng để duy trì tiến độ. Hệ thống này chứa 4,500 mục, bao gồm hình ảnh, minh họa, tài liệu pháp lý và ngân sách. Các thành viên trong nhóm dự án, đặt ở nhiều vị trí khác nhau, có thể truy cập các mục qua extranet, tăng cường hiệu suất công việc.
Một nhóm dân số quan trọng trong trường hợp này là những người tham gia hội nghị, mà Adelson cho là chưa được đáp ứng đầy đủ tại Las Vegas. Vào cuối năm 1997, dự án đã thu được 523 triệu đô la thông qua việc bán trái phiếu. Tổng kinh phí cuối cùng là 1,5 tỷ đô la. Các nhà phân tích tài chính đã thể hiện sự hoài nghi về việc liệu dự án có hoàn thành không, trong khi các quản lý cờ bạc đã đặt câu hỏi về quyết định của Adelson tập trung vào khách đi công tác và hội nghị. Đến thời điểm đó, cờ bạc đã là nguồn tạo doanh thu quan trọng nhất tại Las Vegas. Dự kiến Venetian sẽ tạo việc làm cho hơn 4,000 người, và đã nhận hơn 100,000 đơn xin việc.
An toàn tại hiện trường xây dựng đã được đặt câu hỏi sau một số vụ tai nạn, bao gồm một công nhân tử vong vào tháng 1 năm 1998 sau một vụ té ngã. Vào cuối năm, một công nhân khác bị nghiền và chết khi một bức tường nặng 8,000 pound đổ từ độ cao 32 tầng trong quá trình nâng bằng cần cẩu. Vào tháng 2 năm 1999, ba công nhân đã phải được cứu từ bề mặt ngoại vi của tòa tháp sau khi cáp giàn giáo bị mắc kẹt do gió mạnh, làm cho công nhân bị kẹt ở độ cao 22 tầng trên mặt đất. Vào tháng 3 năm 1999, một vụ rò rỉ khí tự nhiên đã xảy ra tại hiện trường sau khi công nhân vô tình va vào ống khí, đóng cửa một khối đường The Strip trong hai giờ. Ngày hôm sau, một thợ điện đã tử vong sau khi rơi hơn 30 feet qua một lỗ trống, đánh dấu cái chết thứ ba kể từ khi bắt đầu xây dựng. Trước đó, Bovis đã bị phạt 9,300 đô la vì vi phạm an toàn, bao gồm việc thiếu bảo vệ chống ngã gần các lỗ trống.

### Mở cửa
Ban đầu, ngày mở cửa dự kiến là ngày 21 tháng 4 năm 1999. Adelson muốn mở cửa sớm hơn một tuần để phục vụ khách tham dự hội nghị ở khách sạn. Nhưng cả hai ngày mở cửa đều bị trì hoãn vì công việc xây dựng và kiểm tra công trình chưa hoàn thành. Kết quả, 900 khách tham dự hội nghị đã phải chuyển đến khách sạn khác.
Sau đó, một lễ khai trương nhẹ nhàng đã được lên kế hoạch vào ngày 3 tháng 5 năm 1999. Buổi lễ mở cửa riêng tư diễn ra vào buổi sáng và có hàng ngàn khách VIP tham dự, bao gồm nữ diễn viên Sophia Loren và hơn 500 nhà báo từ khắp nơi trên thế giới. Các cuộc kiểm tra của hạt đã làm trì hoãn việc mở cửa cho công chúng cho đến 12:45 sáng hôm sau. Nó là một trong ba khu nghỉ mới mở cửa trên đại lộ Strip trong năm 1999, cùng với Mandalay Bay và Paris Las Vegas.
Bởi vì công trình vẫn đang tiếp tục, khu nghỉ dưỡng đã mở cửa mà không có đầy đủ tiện nghi như trung tâm mua sắm và nhà hàng. Một phần lớn tòa tháp khách sạn cũng không khả dụng ban đầu do công việc kiểm tra. Vì vậy, nhiều khách đã phải chuyển đến các khu nghỉ dưỡng khác. Cuộc kiểm tra tiếp tục trong vài ngày sau khi mở cửa, chỉ có 6 tầng đầu và 320 phòng được phê duyệt để hoạt động. Xây dựng tiếp tục sau khi mở cửa, và hoàn thành vào tháng 12 năm 1999. Khu nghỉ dưỡng không nhận được giấy phép sử dụng chính thức cho đến tháng 6 năm 2001.

### Tranh chấp xây dựng
Ngay sau khi khai trương, nhiều nhà thầu phụ tố cáo rằng họ đang nợ tiền cho công việc đã thực hiện tại Venetian. Hơn 230 triệu đô la trong quyền thế cơ khí đã được nộp đơn, trong đó có 145 triệu đô la từ Lehrer McGovern Bovis, cũng đã đệ đơn kiện vụ gian lận đối với khu nghỉ dưỡng. Venetian tuyên bố rằng theo hợp đồng với Bovis, họ không phải chịu trách nhiệm bồi thường chi phí của nhà thầu phụ. Khu nghỉ dưỡng cũng nói rằng, mặc dù có yêu cầu từ Adelson, Bovis đã không thực hiện việc thu thập giấy từ bỏ quyền thế cơ khí khi thuê nhà thầu phụ. Theo Bovis, Venetian đã thực hiện hơn 400 thay đổi thiết kế trong 8 tháng cuối cùng của quá trình xây dựng, đồng thời từ chối các yêu cầu gia hạn xây dựng.
Vào tháng 7 năm 1999, khu nghỉ dưỡng đã đệ đơn kiện liên bang trị giá 50 triệu đô la đối với Bovis về các quyền thế cơ khí, cũng như vi phạm hợp đồng. Khu nghỉ dưỡng cho rằng danh tiếng của họ đã bị hại do việc mở cửa phân tán các tiện ích. Bovis đệ đơn kiện quyền thế cơ khí trị giá 145 triệu đô la vào tháng sau. Sau đó, cả hai bên đã đồng ý cố gắng giải quyết tranh chấp ngoài tòa. Tuy nhiên, việc này không thành công. Cuối cùng, một phiên tòa dân sự đã bắt đầu vào tháng 8 năm 2002 và kéo dài trong 10 tháng. Đây là phiên tòa dân sự kéo dài nhất và vụ kiện quyền thế cơ khí lớn nhất trong lịch sử Nevada. Phiên tòa kết thúc vào tháng 6 năm 2003, khi ban thẩm phán tìm thấy cả Venetian và Bovis đều vi phạm hợp đồng. Đối với công việc xây dựng chưa hoàn thành và bị lỗi, Bovis phải trả 2.3 triệu đô la tiền bồi thường cho khu nghỉ dưỡng, và khu nghỉ dưỡng cũng phải trả 44.2 triệu đô la cho Bovis. Las Vegas Sands đã kháng cáo quyết định này, và cuối cùng đã đạt được thỏa thuận với Bovis vào năm 2005.

### Các năm tiếp theo
Đến năm 2002, Condé Nast Traveler đã xếp tên Venetian vào danh sách 20 khách sạn hàng đầu tại Bắc Mỹ. Khách sạn cũng đã nhận được đánh giá Four Diamond và Four Star từ American Automobile Association và Mobil Travel Guide tương ứng. Đến năm 2004, Venetian đã thuộc một trong những khu nghỉ dưỡng có lợi nhuận cao nhất ở Las Vegas, chỉ đứng sau Bellagio. Một đối tác tương tự tại Trung Quốc, The Venetian Macao, đã khai trương tại Macao vào năm 2007. Trong năm đó, địa điểm ở Las Vegas cũng mở thêm một tòa nhà khách sạn kết nối, The Palazzo. Năm 2020, độc giả của USA Today xếp hạng Venetian và Palazzo vào danh sách 10 khách sạn sòng bạc tốt nhất ở Las Vegas.
Vào năm 2004, Venetian đã đồng ý trả một khoản phạt 1 triệu đô la để giải quyết một vụ khiếu nại 12 điểm từ Bộ Kiểm soát Trò chơi Nevada. Một trong các khiếu nại đã cho rằng khách sạn đã tổ chức một cuộc xổ số để trao một chiếc xe Mercedes-Benz được sắp đặt để giành cho một người chơi lớn đã thua một số tiền lớn trong sòng bạc. Các nhà quản lý liên quan đã bị sa thải.
Vào buổi sáng ngày 10 tháng 10 năm 2012, một người đàn ông đã vào một khu vực cờ bạc bị đóng cửa và lấy đi 1,6 triệu đô la chip sòng bạc từ một hộp bị khóa mà anh ta đã đập mở. Anh ta rời khỏi khu nghỉ dưỡng mà không bị nhận ra, và vụ trộm không được phát hiện cho đến sáng hôm sau. Anh ta bị bắt vào cuối tháng đó, với cơ quan chức năng thu hồi được 396.000 đô la chip.
Năm 2013, Las Vegas Sands đã đạt thỏa thuận không bị truy tố với Bộ Tư pháp Hoa Kỳ sau hai năm điều tra về việc rửa tiền tại Venetian. Doanh nhân và người chơi cờ bạc Zhenli Ye Gon, nghi ngờ vận chuyển ma túy, đã gửi nhiều khoản tiền lớn vào sòng bạc vào năm 2006 và 2007. Las Vegas Sands thừa nhận họ đã không xem xét nghiêm túc vấn đề và đồng ý trả 47,4 triệu đô la cho Bộ Tư pháp.
Tương tự như các sòng bạc khác ở Nevada, Venetian đã đóng cửa vô thời hạn vào tháng 3 năm 2020 vì dịch COVID-19 và ảnh hưởng đối với tiểu bang. Tháng sau, khu nghỉ dưỡng thông báo kế hoạch sử dụng nhân viên y tế khẩn cấp và quét nhiệt độ cơ thể bằng camera tự động khi mở cửa trở lại vào ngày 4 tháng 6 năm 2020.
Vào cuối năm 2020, Las Vegas Sands quyết định tập trung vào hoạt động kinh doanh tại Macau, vì khu vực châu Á được dự kiến sẽ phục hồi từ tác động của đại dịch nhanh hơn. Công ty đã bắt đầu các cuộc thảo luận sớm để bán Venetian, Palazzo và khu triển lãm Sands Expo đối diện. Sheldon Adelson qua đời vào tháng 1 năm 2021, và Las Vegas Sands thông báo hai tháng sau rằng họ sẽ bán ba khu tại Las Vegas với giá 6,25 tỷ đô la. Trong thỏa thuận này, Vici Properties mua đất dưới các tài sản với giá 4 tỷ đô la và Apollo Global Management mua phần hoạt động với giá 2,25 tỷ đô la, như một phần của hợp đồng thuê triple net lease với Vici. Thương vụ bán được hoàn tất vào tháng 2 năm 2022.

## Lịch sử liên đoàn

### Nền tảng
Trước khi bắt đầu xây dựng, Adelson đã cho biết Venetian sẽ là một khu nghỉ không có liên đoàn, khác với Sands. Điều này đã khiến cho Liên đoàn Công nhân Nhà hàng Culinary, đại diện cho phần lớn công nhân khu nghỉ tại Strip, phê phán. Liên đoàn mong muốn Adelson tái tuyển công nhân Sands mà không phải qua quy trình nộp đơn xin việc. Vào tháng 3 năm 1997, liên đoàn đã kêu gọi Ủy ban Quận Clark từ chối dự án Venetian, bất đồng về mối lo ngại về tình trạng giao thông nếu dự án được xây dựng. Vào cuối năm đó, liên đoàn đã tổ chức biểu tình trước một trung tâm xem trước Venetian, dẫn đến lệnh cấm giới hạn mức độ tiếng ồn được phép trong suốt cuộc biểu tình.
Các quản lý khu nghỉ nói rằng tài sản sẽ cung cấp gói lương và lợi ích tương đương hoặc vượt trội so với những gì được cung cấp bởi liên đoàn. Adelson đã giao việc các yếu tố quan trọng của khu nghỉ cho các bên thứ ba, bao gồm hoạt động nhà hàng và bán lẻ. Ông nói rằng việc có liên đoàn sẽ do nhân viên quyết định, tuyên bố hành động của Culinary là "một cố gắng để đe dọa các nhà tuyển dụng như tôi ký hợp đồng cho những người lao động mà tôi chưa thuê, để ngăn tôi cố gắng để cơ hội để tương lai của tôi nhân viên quyết định xem họ có muốn có đại diện của liên đoàn hay không, và ngăn tôi khỏi việc thu hút những nhà hàng có tên tuổi tương tự muốn đem lại cho nhân viên của họ tự do tương tự". Liên đoàn tìm đảm bảo rằng Venetian sẽ giữ thái độ trung lập trong cuộc bầu cử liên đoàn sắp tới. Cuối cùng, khu nghỉ không bao giờ liên đoàn dưới sở hữu của Las Vegas Sands.

### Biểu tình năm 1999 và hậu quả
Một nghiên cứu giao thông cho thấy vỉa hè trước khu Venetian tương lai cần bị di chuyển để mở rộng Las Vegas Boulevard. Khu nghỉ dưỡng đã đồng ý xây vỉa hè trên tài sản riêng với điều kiện mọi người có thể tiếp cận. Hơn 1.000 thành viên Culinary biểu tình trước khu Venetian vào ngày 1 tháng 3 năm 1999, hai tháng trước khi khu nghỉ dưỡng khai trương. Ban quản lý khu nghỉ dưỡng cáo buộc họ xâm phạm và cảnh báo về việc bắt giữ, nhưng công tố viên quận xác định vỉa hè là tài sản công cộng. Nghị sĩ Georgia John Lewis phát biểu tại cuộc biểu tình và cố gắng gặp Adelson, nhưng bị từ chối vì Lewis muốn kết hợp đại diện công đoàn. Mặc dù có giấy phép biểu tình, Venetian liên hệ với Sở Cảnh sát Đô thị Las Vegas (LVMPD) để can thiệp, mặc dù LVMPD tuyên bố sẽ không can thiệp. Venetian cảnh báo công đoàn không nên biểu tình trước khu nghỉ dưỡng qua loa và một nhân viên bảo vệ Venetian thực hiện bắt giữ một thành viên công đoàn.
Một vài ngày sau cuộc biểu tình, khu nghỉ đã nộp đơn kiện liên bang chống lại liên đoàn, quận, công tố viên huyện và Sở Cảnh sát Las Vegas. Khu nghỉ tuyên bố rằng cuộc biểu tình diễn ra trên một con đường riêng biệt khỏi vỉa hè và nó đệ đơn tòa để xác định khu vực trước đây là tài sản riêng. Liên đoàn đã đáp lại: "Chúng tôi đã trải qua điều này trước đây và chúng tôi sẽ trải qua điều này lần nữa. Chúng tôi đã đấu tranh với người đàn ông này trước đó và chúng tôi sẽ đấu tranh với anh ta miễn là cần thiết. Chúng tôi sẽ không bao giờ biến mất. Đây là một hành trình dài và chưa dừng lại". Một thẩm phán đã từ chối yêu cầu của Venetian về lệnh cấm, và hàng ngàn thành viên của Culinary đã biểu tình tại lễ khai trương khu nghỉ. Tuy nhiên, hầu hết khách du lịch được cho là không hay biết hoặc không quan tâm đến cuộc chiến tranh của liên đoàn, tiếp tục tham quan khuôn viên. Venetian buộc tội liên đoàn xâm phạm và tổ chức biểu tình bất hợp pháp, và nộp đơn kiện để ngăn chặn hoạt động như vậy trong tương lai. Một tòa án huyện sau đó vào năm 1999 đã quyết định rằng vỉa hè của khu nghỉ là một diễn đàn công cộng nơi mọi người có thể thực hiện quyền Hiến pháp Thứ Nhất của họ. Quyết định đã bị kháng cáo nhưng được duy trì vào năm 2001.
Sau quyết định của tòa án huyện, liên đoàn đã nộp đơn phàn nàn với Hội đồng Quan hệ Lao động Quốc gia (NLRB) liên quan đến tranh chấp vỉa hè. Cuối cùng, cơ quan này đã quyết định rằng khu nghỉ vi phạm Đạo luật Quan hệ Lao động Quốc gia (NLRA). Venetian đã kháng cáo, nhưng cuối cùng đã thua vụ kiện khi nó đến Tòa án Tối cao Hoa Kỳ, người đã từ chối nghe vụ này vào năm 2008. Tuy nhiên, một năm sau đó, NLRB đã rút lại phát hiện rằng Venetian đã vi phạm NLRA khi liên hệ với cảnh sát.
Sau khi việc mua lại của Apollo được công bố vào năm 2021, Liên đoàn Đầu bếp đã đặt vấn đề về quản lý trước đó của công ty đối với Caesars Entertainment (trước đây là Harrah's Entertainment), bao gồm việc cắt giảm hơn 20.000 nhân công trong vòng 10 năm. Khi tiếp quản vào năm 2022, Apollo đã không phản đối việc hợp thức hóa công đoàn. Năm 2023, đã đạt được thỏa thuận trung lập card check giữa Apollo và Liên đoàn Đầu bếp, cũng như các công đoàn khác. Thỏa thuận này cho phép nhân viên quyết định việc hợp thức hóa công đoàn trong khi lãnh đạo Apollo không thể thể hiện ý kiến về vấn đề này.

## Thiết kế

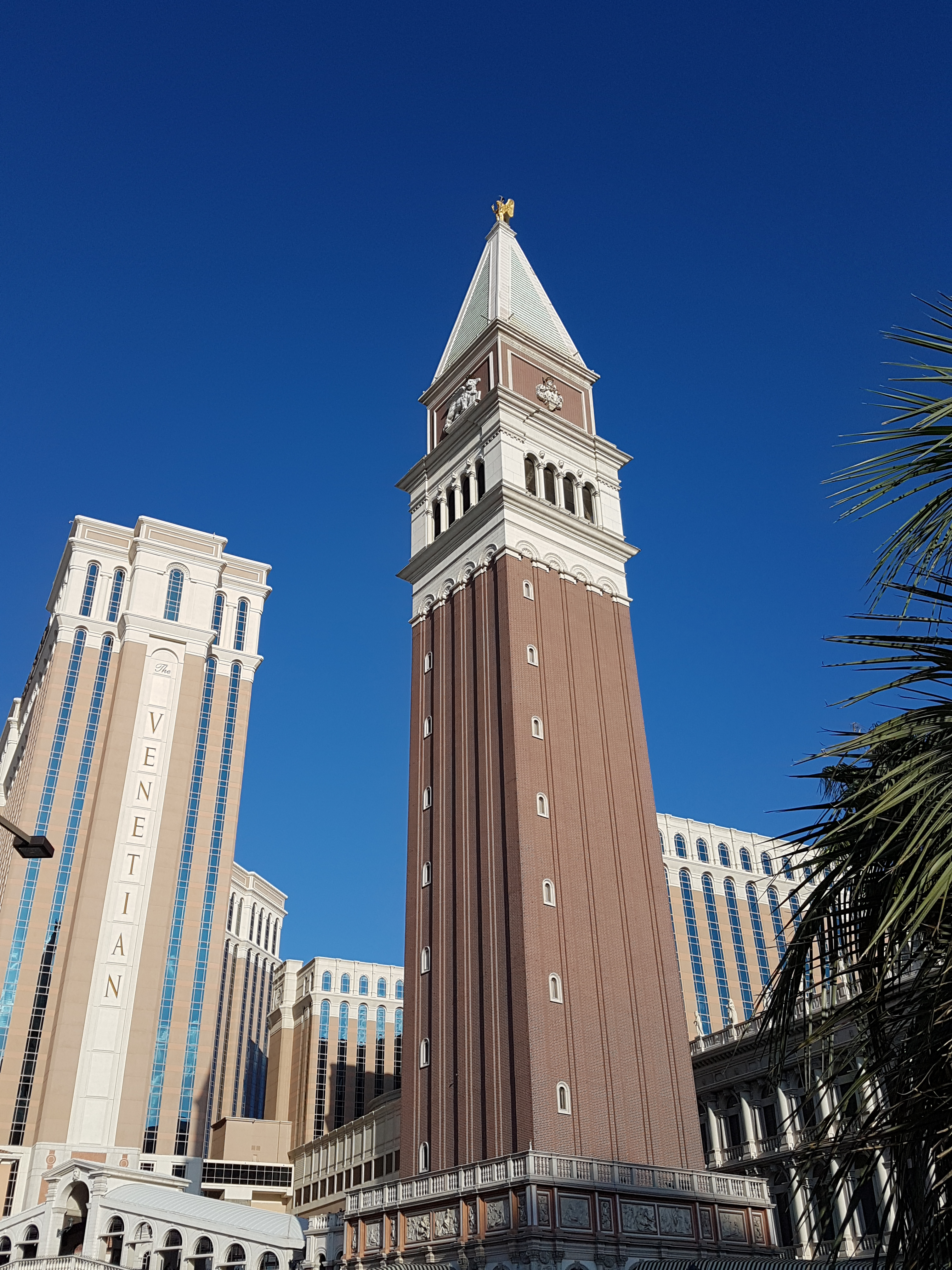
Tái hiện Tháp chuông St. Mark tại Venetian

Venetian được thiết kế theo chủ đề Venice trong thế kỷ 15 và 16, với nhiều địa danh nổi tiếng. Ban đầu, Adelson không kế hoạch cho khu nghỉ dưỡng có chủ đề. Ông Miriam, vợ thứ hai của ông, đề xuất ý tưởng tạo dựng khu nghỉ dưỡng theo chủ đề Venice, nơi họ trăng mật vào năm 1991.
Dự án được thực hiện bởi hai công ty kiến trúc: Stubbins Associates và Wimberly Allison Tong & Goo. Nhiều địa danh và tượng điêu khắc của khu nghỉ dưỡng được tạo bởi Treadway Industries. Dự án thiết kế có sự tham gia của 250 nghệ sĩ và nhà điêu khắc. Với mục tiêu lịch sử chân thực, khu nghỉ dưỡng thuê hai nhà sử học Venice, và Treadway gửi đội ngũ đến đó để chụp ảnh thành phố. Thị trưởng Venice, Massimo Cacciari, chỉ trích thiết kế, gọi đó là một "ví dụ về nghệ thuật phiến loạn cỡ thiên hà" và so sánh khu nghỉ dưỡng với một "người phụ nữ đường phố".

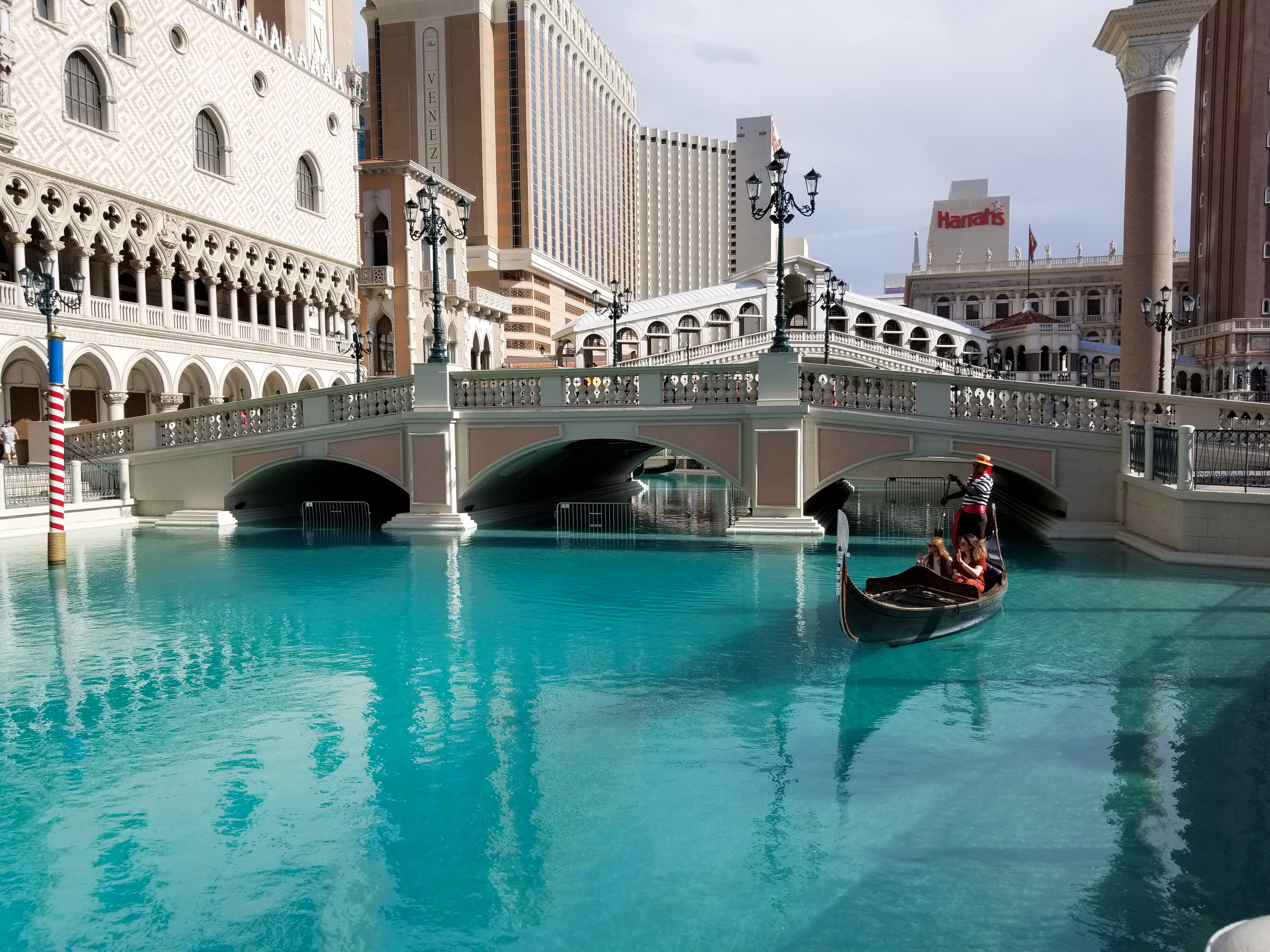
Kênh ngoài trời

Lối vào bên ngoài dọc theo Las Vegas Strip được mô phỏng theo Dinh Doge và bao gồm một bản tái hiện của Cầu Rialto. Nơi này còn có phiên bản cao 315 feet của Tháp Campanile St. Mark, trên đỉnh có tượng Gabriel. Một nhà hàng xoay hoặc phòng lounge cũng đã được xem xét cho đỉnh tháp, nhưng kích thước quá nhỏ, chỉ 40 feet vuông. Khu mua sắm Grand Canal Shoppes nằm trong một quảng trường trong nhà, thể hiện Quảng trường St. Mark và có trần nhà sơn màu trời. Khu vực khác của khu nghỉ mát có 21 bức tranh giả tưởng thời Phục hưng được đóng khung và gắn vào trần nhà.
Venetian còn bao gồm phiên bản của Kênh Lớn Venice chạy qua nội thất và bên ngoài khu nghỉ mát. Những thuyền gondola di chuyển dọc kênh và du khách có thể tham gia với một khoản phí. Năm 2013, các kênh trong nhà đã được xả nước để sửa chữa trong một tháng, lần đầu tiên kể từ khi khu nghỉ mát mở cửa. Lúc đó, thuyền gondola thu hút 500.000 hành khách hàng năm.

## Bộ sưu tập ảnh

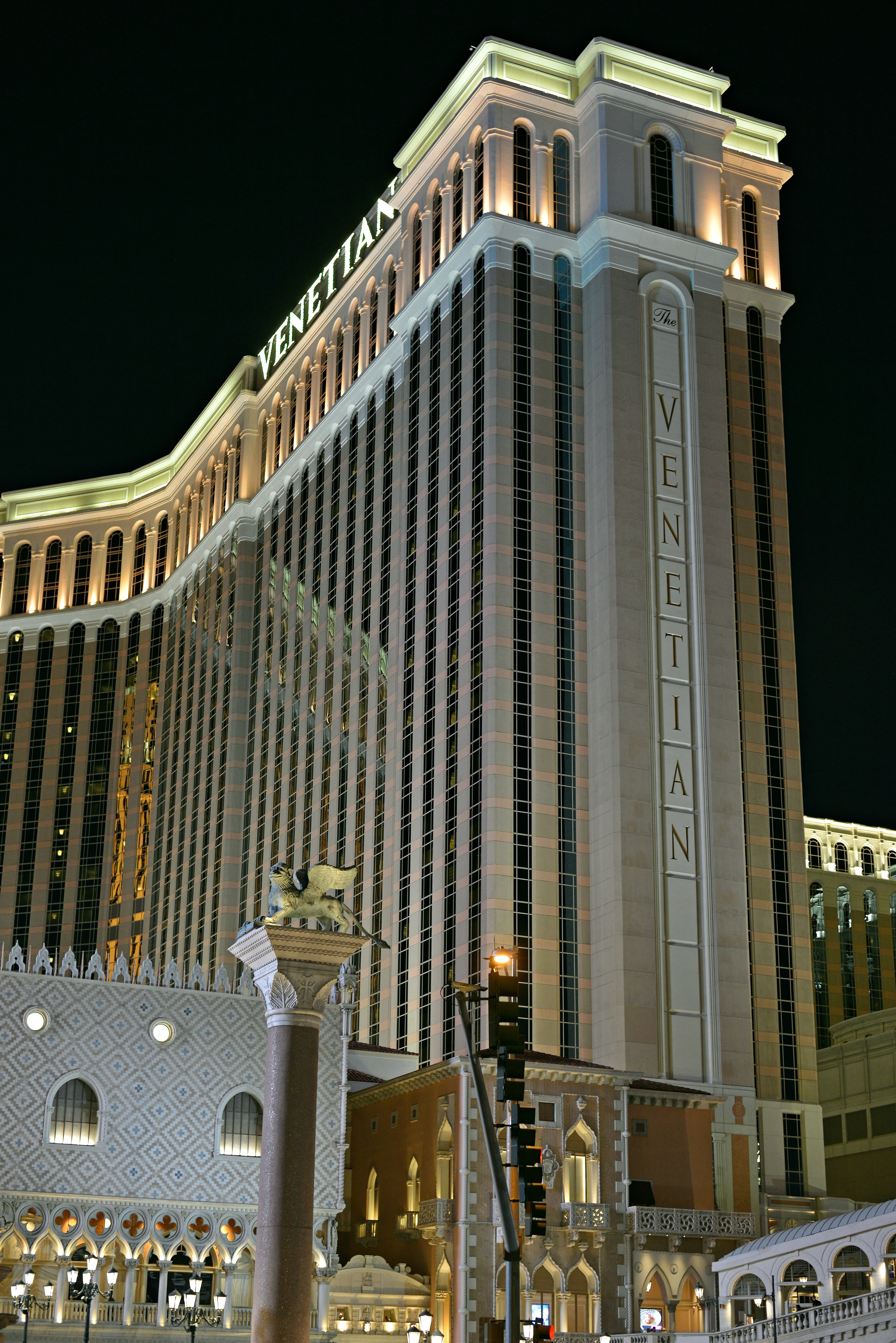
Tháp khách sạn vào ban đêm
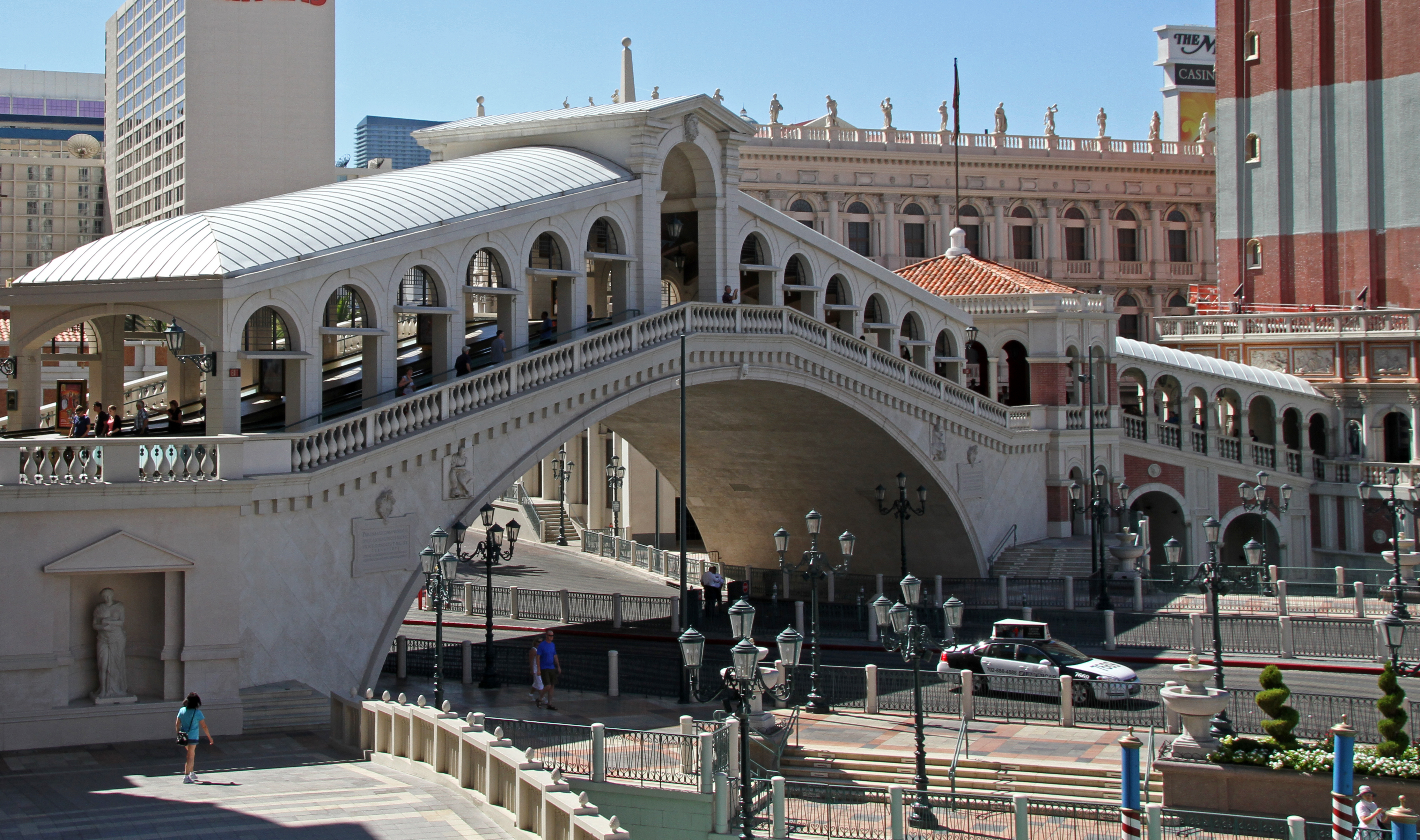
Tái hiện Cầu Rialto
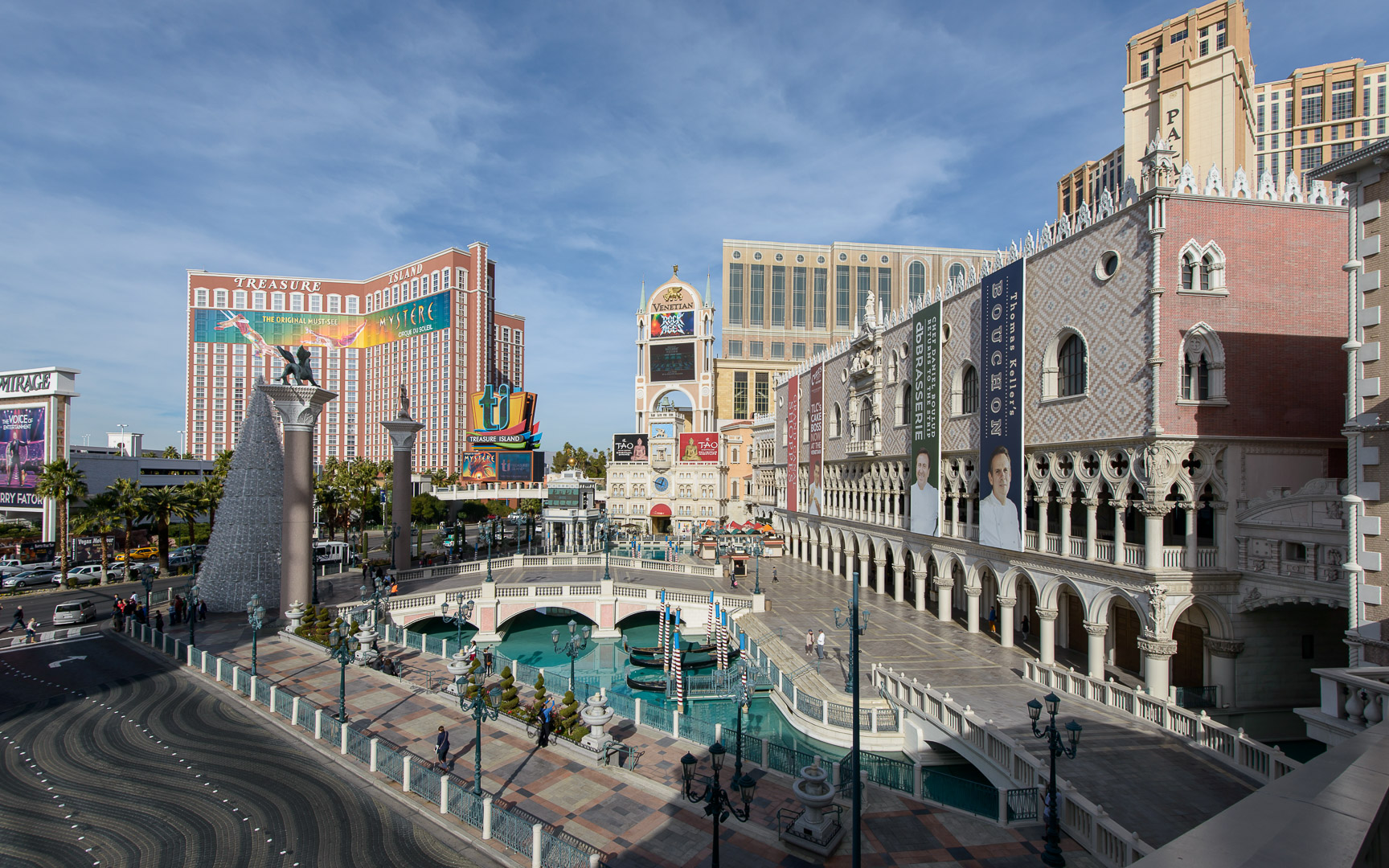
Quảng trường vào dọc theo Strip
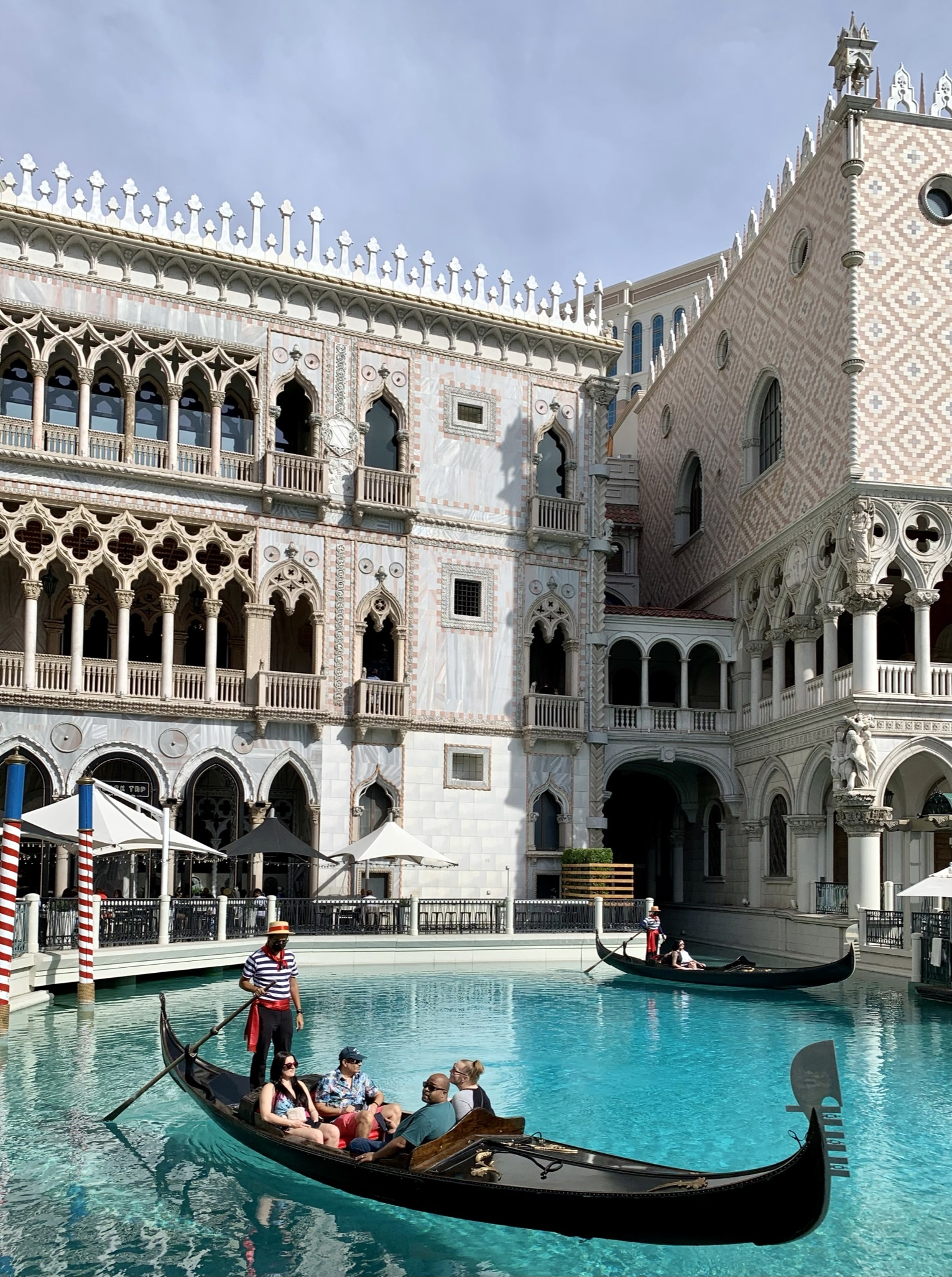
Chuyến đi thuyền gondola bên ngoài khu nghỉ mát
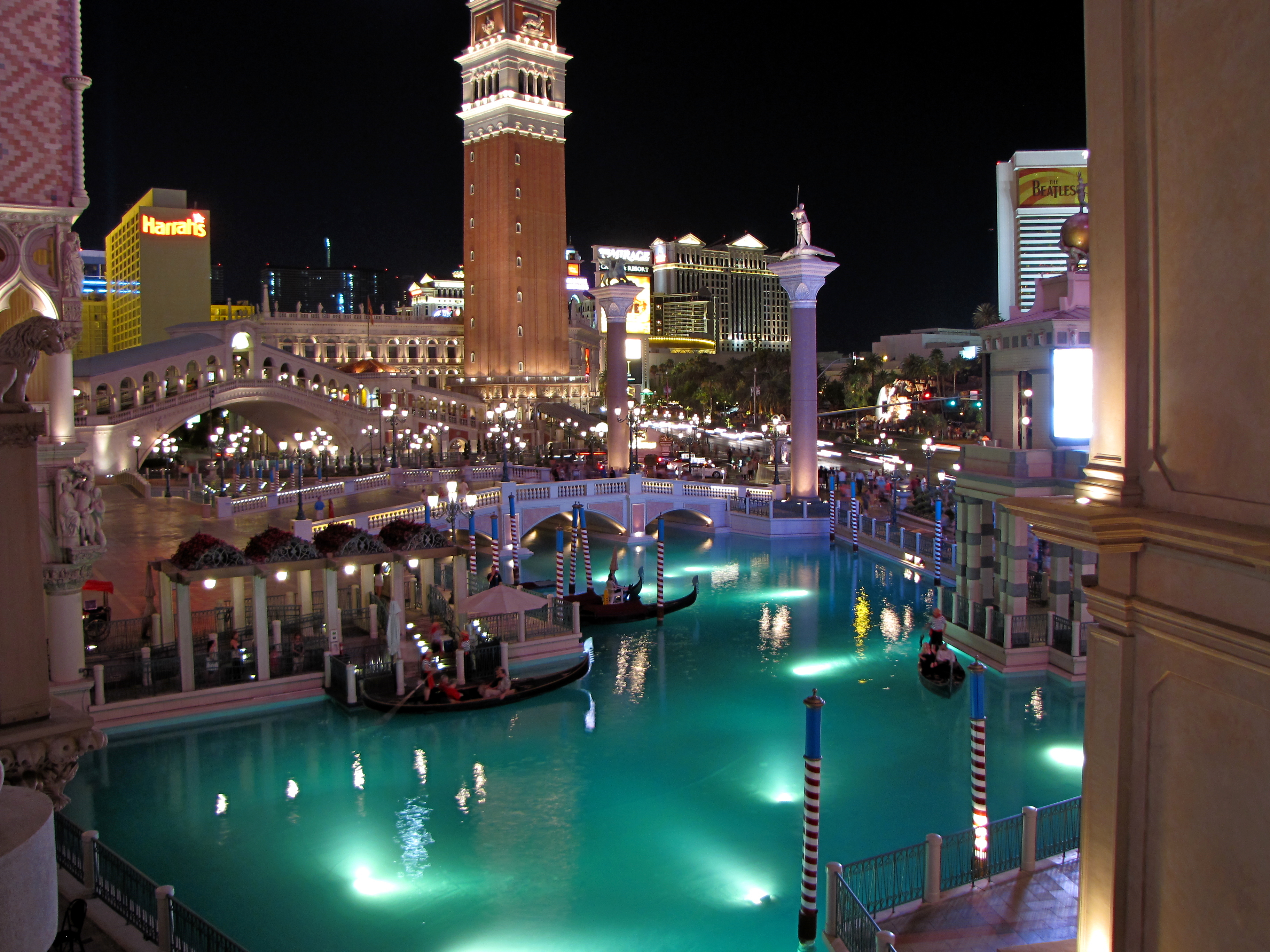
Nhìn ra kênh ngoài trời vào ban đêm
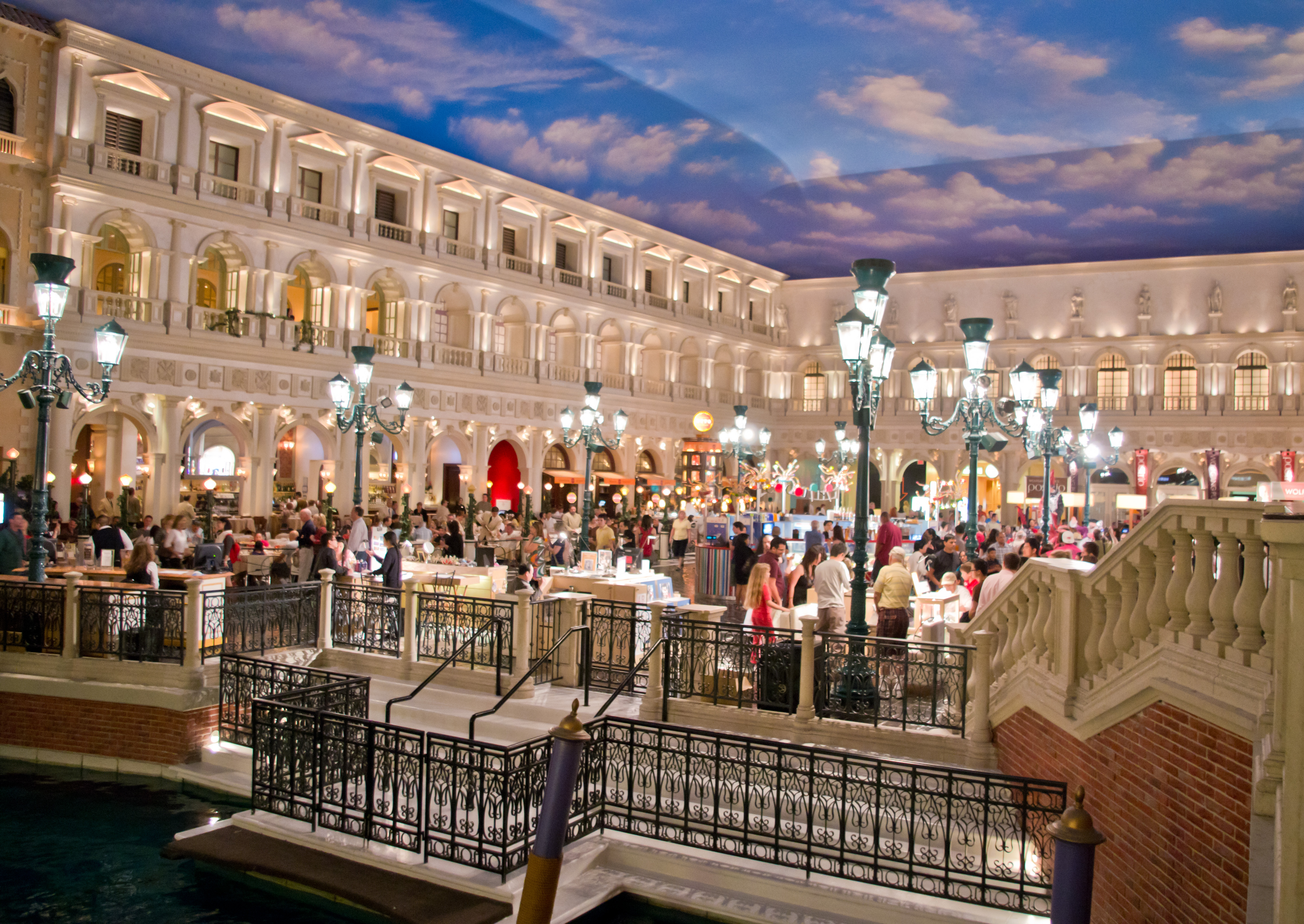
Quảng trường St. Mark bên trong Venetian
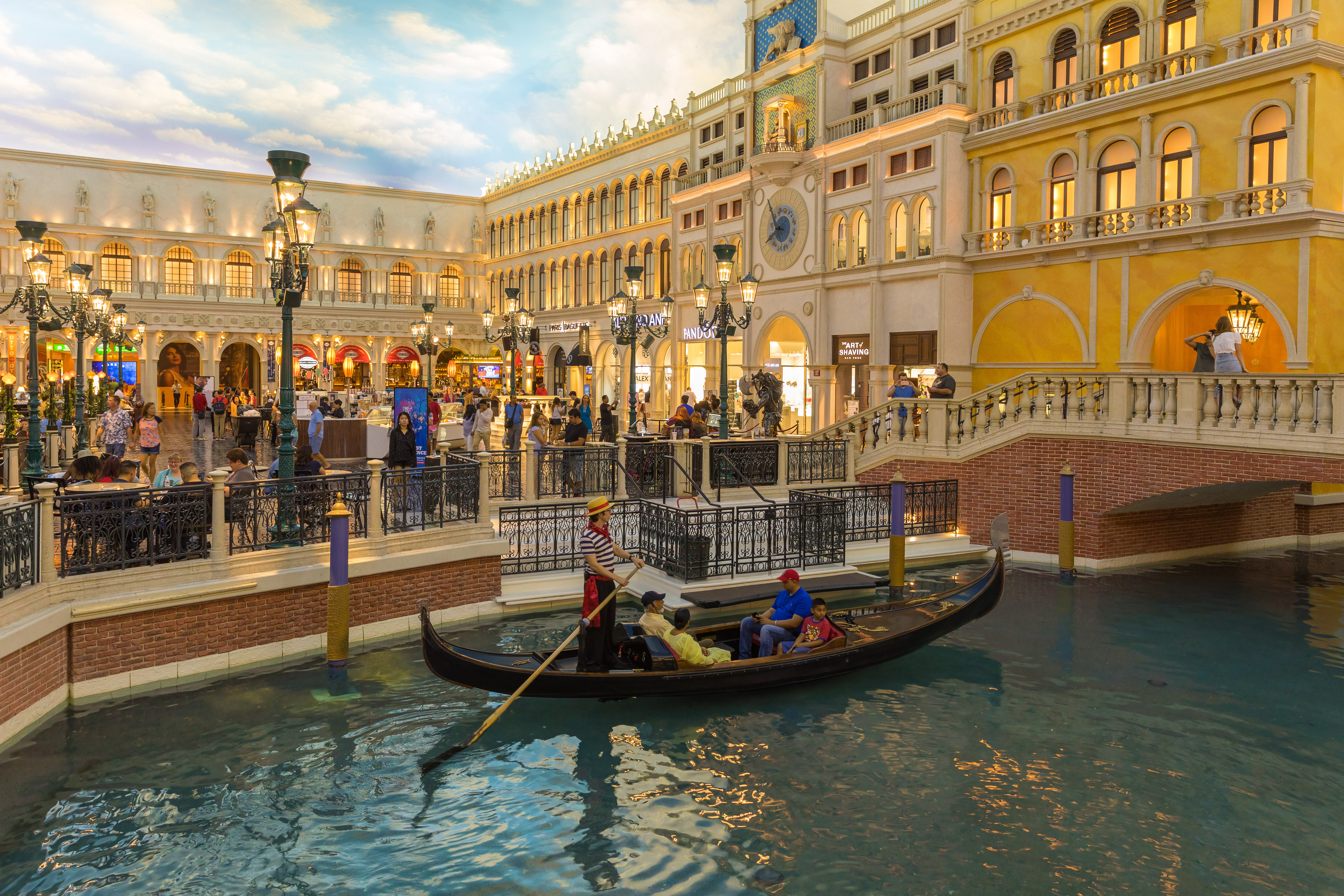
Góc nhìn khác của Quảng trường St. Mark, bao gồm cả kênh trong nhà
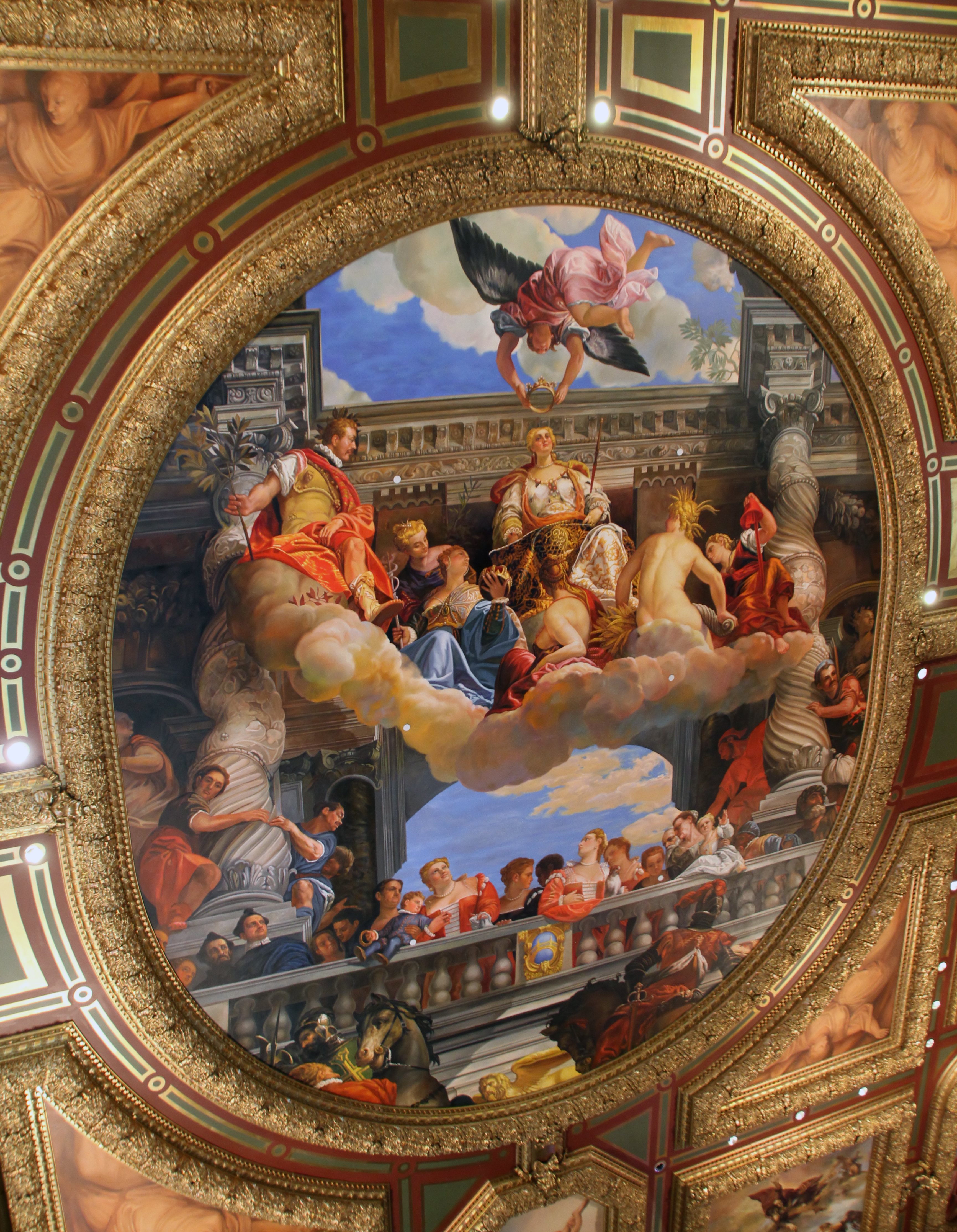
Bức tranh thời Phục hưng trên trần của Grand Canal Shoppes
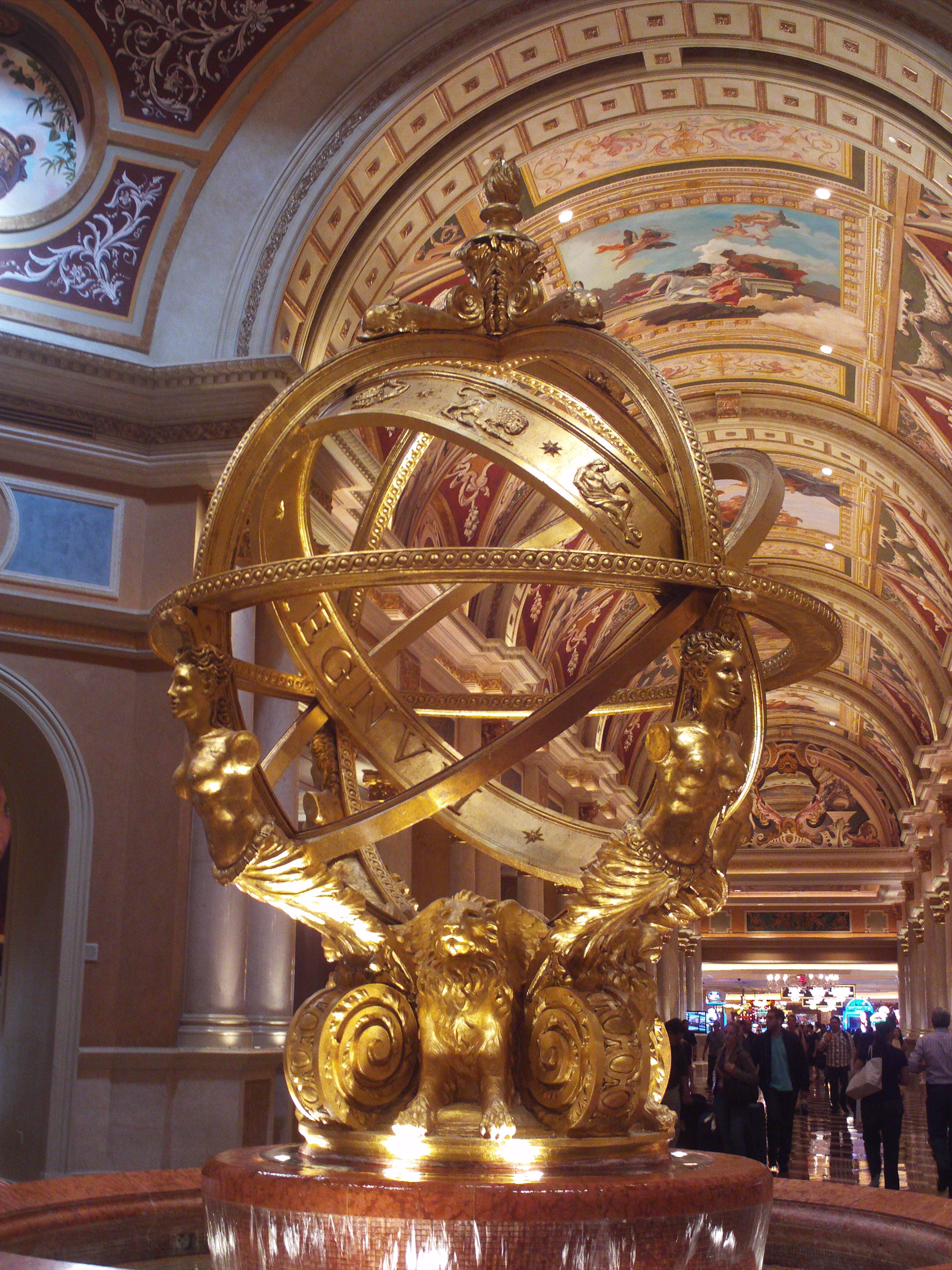
Một armillary sphere trong sảnh chính
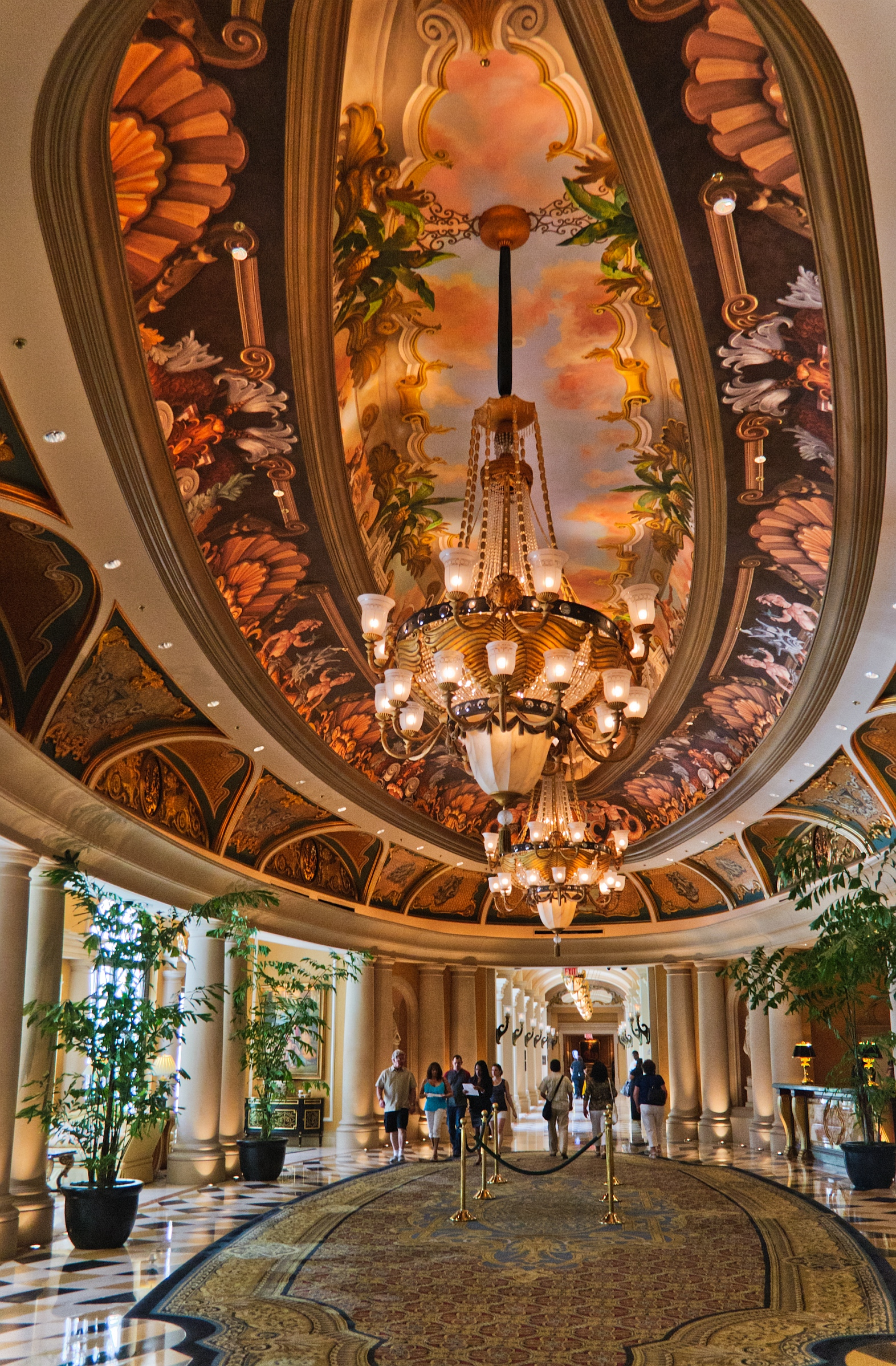
Sảnh của tòa tháp Venezia

## Lịch sử phim và truyền hình
Phim
- Cảnh sòng bạc, sảnh và bề ngoài của khách sạn Venetian đã được sử dụng làm địa điểm quay cho bộ phim năm 2001 Rat Race. Các cảnh trong phòng khách sạn cũng xuất hiện trong bộ phim, mặc dù những cảnh này đã được quay trên một sân khấu âm thanh ở Canada.[120][121]
- Khách sạn Venetian đã tổ chức buổi ra mắt bộ phim năm 2003 The League of Extraordinary Gentlemen.[122][123]
- Khách sạn Venetian đã trở thành địa điểm quay chính trong bộ phim năm 2005 Miss Congeniality 2: Armed and Fabulous.[124][125][126]

Truyền hình
- Năm 2000, chương trình nấu ăn Emeril Live đã quay một số tập trong Phòng trình diễn.[127][128][129]
- Đến năm 2003, khu nghỉ dưỡng này đã xuất hiện trong một số tập của chương trình truyền hình CSI: Crime Scene Investigation.[130]
- Một tập phim năm 2005 của chương trình Megastructures, có tựa đề "Ultimate Casino", tập trung vào thiết kế và xây dựng của khu nghỉ dưỡng này.[131]
- Chương trình truyền hình Mỹ What Not to Wear đã quay tập cuối cùng của mình tại The Venetian và Palazzo vào năm 2013, mời hơn 100 người tham gia từ chương trình trong suốt 10 năm tham gia.[132]
- Chương trình trò chơi Mỹ Wheel of Fortune đã quay tập cho mùa thứ 31 tại The Venetian và Palazzo vào năm 2013.[133][134]